# Piguaquan
Il Piguaquan (劈挂拳, Pugilato dell'attacco che spacca) è uno stile di arti marziali cinesi del Nord della Cina ed è classificato come Changquan (pugilato lungo).

## Storia
Per Wu Bin, Li Xingdong e Yu Gongbao il nome antico era Pugilato del Cingersi l'Armatura (披掛拳T, 披挂拳S,  pīguàquán P,  p'i kua ch'uan W). Sempre per la stessa fonte questo stile con il suo nome antico è citato nel Jixiao Xinshu del generale Qi Jiguang. Ma Junxiang afferma che oltre al nome antico Piguaquan 披挂拳, sono utilizzati anche i nomi Momianquan 抹面拳 e Piguazhang 劈挂掌.
Questo stile oggi è ampiamente praticato nella provincia di Hebei in particolare nelle contee di Yanshan, Cangxian e Nanpi.
Questo pugilato, in voga sotto la dinastia Qing, è stato trasmesso fino ai nostri giorni e si è divisa in due scuole principali:
- quella del ramo Nanpi (南皮一支), creata da un ex ufficiale della guardie della città proibita di nome Guo Dafa (郭大发), originario del villaggio Panliuzhuang (庞柳庄), della contea Nanpixian (南皮县). Questo sottostile venne tramandato dal figlio di Guo, Guo Changrong (郭长荣) e dal nipote, Guo Xiuting (郭秀亭). Il figlio ed il nipote di Guo Dafa sono considerati la seconda generazione di questo sottostile. Essi lo tramandarono a Zhao Shikui (赵世奎) che è vissuto fino all'anno iniziale della repubblica (1911). Egli lo trasmise a sua volta a Guo Changsheng (郭长生, 1896 – 1967, zi Enpu恩普, soprannominato Guo Yanzi郭燕子). Esso è caratterizzato dai colpi di pugno in rapida sequenza e dal Guaquan (挂拳, pugilato a movimenti in sospensione); i metodi di questo stile includono Shuaifa (摔法, metodi di lanciare le braccia come una catena), Paifa (拍法, metodi di sbattere), Pifa (劈法, metodi per spaccare), Lunfa (轮法, metodi di ondeggiamento con le braccia).
- quella di Yanshan (盐山一支[5]) fondata a metà dell'epoca della dinastia Qing da Zuo Baomei (左宝梅, 1753-1818), originario del villaggio Xiaozuozhuang (小左庄), della contea di Yanshan (盐山), e da un monaco buddista di cognome Han (identificato in Han Toulu 韩透露). Questa scuola è caratterizzata da una serie di colpi di pugno lenti e dal Qinglongquan (青龙拳).

Qualcuno pensa che il nome completo di questa scuola sarebbe Tong bei Piguaquan (通备劈挂拳), ma Wang Ping scrive che il Tongbei Piguaquan è anche conosciuto come Mashi Tongbei Piguaquan 马氏通备劈挂拳, riferendosi perciò ad una ramificazione dello stile, creata da Ma Fengtu 马凤图 e Ma Yingtu 马英图, che unificarono conoscenze in diversi stili.
Secondo la voce Piguaquan dell'Enciclopedia dell'Istituto Confucio in origine esso proveniva dal Tongbeiquan (通备拳) anche detto Tongbimen (通臂门).

## I Taolu
- Secondo Zhang Shan e altri[10] nell'area del Gansu,sono tramandati questi Taolu a mano nuda: Yilu Gua Quan (一路挂拳); Erlu Qinglongquan (二路青龙拳); Sanlu Feihuquan (三路飞虎拳); Silu Taishuquan (四路太淑拳); Da Jiaziquan (大架子拳); nell'area di Cangzhou sono insegnati i seguenti Taolu: Guaquan (挂拳); Qinglongquan (青龙拳);Mantao Pigua (慢套劈挂);  Kuaitao Pigua (快套劈挂); Paochui (炮锤).

Queste sequenze sono riscontrabili in altre fonti: Shier Datangzi (十二大趟子); Shilu Tantui (十路弹腿); Baiyuan San Chudong (白猿三出洞),Shier Lianchui (十二连锤), Liujiaoshi (溜脚势), Gunleiquan (滚雷拳); ecc. Esiste un VCD dimostrato da Zhou Jianrui 周建睿  dal titolo Yilu Piguaquan: Momianquan 一路劈挂拳:抹面拳,prodotto da Renmin Tiyu Yinxiang Chubanshe人民体育音像出版社, che appartiene ad una serie in cui compaiono anche Erlu Piguaquan: Qinglongquan 二路劈挂拳:青龙拳 e Sanlu Piguaquan: Feihuquan 三路劈挂拳:飞虎拳.
- Zhang Shan e altri[10] citano questi Taolu con armi: Fengmogun (疯魔棍);Piguadao (劈挂刀);Tongbeijian (通背剑- detta Tipaojian 梯袍剑);Miaodao (苗刀);ecc.

Altre fonti. riportano: Qi qiang (奇枪 che è anche chiamata Meihuaqiang 梅花枪); Liuhe daqiang (六合大枪); Qishisan jian (七十三剑 anche detta Tongbei Dajian通备大剑); Tipao jian (梯袍剑 anche detta Tongbei xiaojian通备小剑); Pigua dandao (劈挂单刀); Pigua shuangdao (劈挂双刀);  Fengtou ge (凤头阁); Lanmenjue (拦门撅); sanjiegun (三节棍); jiujiebian (九节鞭); ji (戟); ecc. L'Enciclopedia dell'Istituto Confucio aggiunge Gunleidao (滚雷刀), Gunpimoqiang (滚劈陌枪).

### Video
- it.youtube.com,  https://it.youtube.com/watch?v=LkxhJ5eZbwg.
- it.youtube.com,  https://it.youtube.com/watch?v=5ul2kniPFPw.
- Fengmogun, su it.youtube.com.
- Erlu Qinglongquan, su it.youtube.com.
- Miaodao, su it.youtube.com.
- it.youtube.com,  https://it.youtube.com/watch?v=7jRit_HlK1Q.